# Abolició de la monarquia
L'abolició de la monarquia implica la final dels elements monàrquics dins del govern, normalment hereditaris.
En el segle xxi, alguns països que són monarquies estan tenint moviments republicans significatius, com a Espanya i Austràlia.

## Seglexixexpansió i col·lapse de les monarquies colonials
Itàlia
Entre 1859 i 1861, quatre monarquies en Europa del sud van deixar d'existir (Parma, Modena, Toscana i Les Dues Sicilies) quan totes elles esdeveniren part del nou Regne d'Itàlia.
Espanya
La monarquia d'Espanya va ser abolida de 1873 a 1874 per la Primera República espanyola, però llavors, aquesta va ser restaurada fins al 1931.

## segle XX el final de les monarquies a arreu del món
Etiòpia
L'emperador Haile Selassie fou desposseït de la corona el 1974 arran d'un cop marxista, acabant amb gairebé 3000 anys de monarquia a Etiòpia.
Portugal
La monarquia de Portugal també va desaparèixer el 1910 (dia 5 d'octubre), dos anys després de l'assassinat del rei Carles I, acabant amb el regnat de Manuel II, qui va morir dins exili a Anglaterra (1932), sense incidents.
Sikkim
El rei Palden Thondup Namgyal de Sikkim va perdre el seu tron el 1975 quan el país esdevení un estat de l'India que seguint el mandat d'un referèndum.
Espanya
Dins Espanya, la monarquia tornà a ser abolida el 1931 per la Segona República espanyola (1931–1939). Dins 1947, General Franco va declarar Espanya un regne, i va designar Juan Carles de Borbó com el seu successor el 1969. El Príncep d'Espanya esdevení rei a la mort de Franco el 1975, i la monarquia constitucional va ser restaurada el 1978 sota la seva figura.
Molts altres monarquies continuen existint en el segle xxi, sense haver estat mai abolides.